# 铁中毒
铁中毒是由于摄入铁过量引起的中毒表现。铁中毒数小时内出现的轻微症状包括呕吐、腹泻、腹痛和昏睡。在更严重的情况下，铁中毒的症状可能包括呼吸急促、低血压、癫痫发作或昏迷。如果不及时治疗，铁中毒会导致多重器官衰竭，从而导致永久性器官损伤或死亡。
铁补充剂可以以铁盐形式的单一实体补充剂或与维生素补充剂组合购买，通常用于治疗贫血。过量摄入铁补充剂可分为主要与儿童相关的无意摄入或涉及成人自杀未遂的有意摄入。意外摄入含铁药物是美国6岁以下儿童死亡的主要原因。作为回应，美国食品药品监督管理局于1997年实施了一项规定，要求对每剂铁元素含量超过30 mg的产品贴上警告标签和单位剂量包装。
铁中毒的诊断基于临床表现，包括血清铁浓度和代谢性酸中毒的实验室检查以及体格检查。铁中毒的治疗包括提供补液、肠胃净化、静脉注射去铁胺、肝移植以及监测患者的病情，所需的干预程度取决于患者是否有严重毒性的风险。

## 中毒机理
铁对于红细胞中血红蛋白的产生至关重要，而红细胞是负责将氧气输送到全身的细胞。在正常生理条件下，游离铁（Fe°）会被胃酸氧化成二价铁离子（Fe2+）。二价铁离子之后会被小肠吸收并氧化成三价铁离子（Fe3+），然后释放到血管。血液中的游离铁有毒，因为它会破坏正常的细胞功能，损害肝脏、胃和心血管系统。人体有阻止游离铁进入循环的保护机制。当铁在人体中运输时，铁会和运铁蛋白结合来避免被其它细胞吸收。多余的铁都会以铁蛋白的形式储存在肝脏中。不过，过量摄入铁会使这些保护机制失败，游离铁进入人体循环。